# Eupithecia batida
Eupithecia batida là một loài bướm đêm trong họ Geometridae.